# The DeSoto
El DeSoto es un hotel histórico en 15 East Liberty Street en Madison Square en Savannah, Georgia, construido en 1968. Está dentro del área del distrito histórico de Savannah, que se incluyó en el Registro Nacional de Lugares Históricos en noviembre de 1966, aunque no se menciona específicamente en el formulario de nominación.

## Historia

### Primer hotel
El Hotel DeSoto original era un complejo de 300 habitaciones, diseñado por William G. Preston y construido en 1890. Cerró en 1965 y fue demolido.
|                                       |
| The first Hotel DeSoto, seen in 1909. |

|              |
| View in 1900 |

### Hotel moderno
La estructura actual se construyó en el sitio del hotel original y se inauguró en 1968 como DeSoto Hilton. Se sometió a una renovación de $ 9,4 millones en 2017 y pasó a llamarse The DeSoto. Es miembro del programa de Hoteles Históricos de América, administrado por el National Trust for Historic Preservation.